# (35551) 1998 FA114
1998 FA114 (asteroide 35551) é um asteroide da cintura principal. Possui uma excentricidade de 0.13450270 e uma inclinação de 5.50615º.
Este asteroide foi descoberto no dia 31 de março de 1998 por LINEAR em Socorro.